# Dmitry German
Dmitry German (tiếng Belarus: Дзмітры Герман; tiếng Nga: Дмитрий Герман; sinh 12 tháng 6 năm 1988) là một cầu thủ bóng đá Belarus. Tính đến năm 2018, anh thi đấu cho Slutsk mượn từ Dinamo Brest.

## Danh hiệu
Dinamo Brest
- Vô địch Cúp bóng đá Belarus: 2016–17